# Suède au Concours Eurovision de la chanson 2007
La Suède a choisi le groupe The Ark et sa chanson "The worrying kind" pour le Concours Eurovision de la chanson 2007 à Helsinki.
Comme chaque année, la Suède choisit son représentant par un format de pré-sélection populaire en Suède : le Melodifestivalen. Le Melodifestivalen se déroule en quatre demi-finales, une "seconde chance" puis une finale. Chaque demi-finale se déroule dans une ville différente et fait s'affronter huit chansons. Les chansons classées troisièmes et quatrièmes se qualifient au tour "seconde chance", les deux premières chansons se qualifient directement pour la finale.
Lors de la "seconde chance", les huit chansons repêchées s'affrontent en un système de "matchs" avec des quarts de finale et demi-finale ; pour la première fois, cette soirée est en direct.
La finale se déroule la dernière semaine avec un système de jurys (50 %) et de télévote (50 %).
The Ark a fini premier des deux côtés.
Quelques noms familiers du Melodifestivalen sont revenus cette année : parmi eux, la représentante de 2003 Jessica Andersson, la représentante de 1996 Nanne Grönvall, le représentant de 1989 Tommy Nilsson et le représentant de 1966, Svante Thuresson. Andreas Lundstedt faisait partie du groupe Six4one qui a représenté la Suisse en 2006.

## Sélection nationale
Pour les résultats complets, voir l'article principal : Melodifestivalen 2007.
| #  | Interprète       | Chanson                      | Traduction française      | Jury | Télévote | Total | Place |
| -- | ---------------- | ---------------------------- | ------------------------- | ---- | -------- | ----- | ----- |
| 1  | Andreas Johnson  | A Little bit of Love         | Un Peu d'Amour            | 101  | 88       | 189   | 2     |
| 2  | Sonja Aldén      | För att du finns             | Parce que tu existe       | 40   | 22       | 62    | 6     |
| 3  | Anna Book        | Samba sambero                | -                         | 1    | 0        | 1     | 9     |
| 4  | Sebastian        | When The night Comes Falling | Quand La nuit Tombe       | 39   | 0        | 39    | 8     |
| 5  | Marie Lindberg   | Trying to Recall             | Essayez de se Rappeler    | 4    | 66       | 70    | 5     |
| 6  | Måns Zelmerlöw   | Cara Mia                     | Ma Chérie                 | 61   | 110      | 171   | 3     |
| 7  | Tommy Nilsson    | Jag tror på människan        | Je crois en l'humanité    | 0    | 0        | 0     | 10    |
| 8  | Sanna Nielsen    | Vågar du, vågar jag          | Si tu ose, j'ose          | 33   | 11       | 44    | 7     |
| 9  | Sarah Dawn Finer | I Remember Love              | Je me Souviens de L'amour | 78   | 44       | 122   | 4     |
| 10 | The Ark          | The Worrying Kind            | Le Genre Inquiétant       | 116  | 132      | 248   | 1     |